# Euriphene fuliginosa
Euriphene fuliginosa är en fjärilsart som beskrevs av Holland 1893. Euriphene fuliginosa ingår i släktet Euriphene och familjen praktfjärilar. Inga underarter finns listade i Catalogue of Life.